# Amfibieskytte
Amfibieskytte är en huvudtjänst i Amfibiekåren. Amfibieskyttekompanier ingår i amfibiebataljonen som förbandets huvudsakliga resurs för markstrid i kust- och skärgårdsmiljö. Uppgifterna för amfibieskyttekompanierna är motanfall, begränsade anfallsuppgifter för att ta ett brohuvud, att försvara taget terrängavsnitt och att skydda amfibiebataljonens bekämpningsförband (robot - och minplutoner). Amfibieskytte har sina rötter i Kustjägarsystem 90 (KJ-komp m/90) där man tagit efter de gamla kustjägarkompaniernas organisation och markstridsuppgifter. Den andra delen av arvet var amfibiekompanierna, många av befälen från de gamla amfibiekompanierna omskolades i början av 2000-talet till att bli amfibieskytteofficerare. Arvet från strid i kompani och det autonoma agerandet från amfibieplutonerna har gjort att amfibieskytte idag kan lösa en stor mängd uppgifter. 
Utbildningen till amfibieskyttesoldat är psykiskt och fysiskt mycket krävande. Under tiden då värnplikten fortfarande var aktuell hade amfibieskyttekompaniet ett avhopp på motsvarande en pluton av kompaniets fyra plutoner. De flesta avhoppen berodde på skador till följd av den tunga huvudtjänsten. Utbildningstempot är högt, fältdygnen är många och det ställs höga krav på att varje enskild individ tar ansvar för sig själv, sin utrustning och sina kamrater. Idag genomförs ett stort arbete i att kartlägga de anställda soldaternas fysiska behov och att förebygga skador med avancerade träningsprogram. 
Ett amfibieskyttekompani ser idag ut som följer: (detta ändras dock lite från år till år) tre amfibieskytteplutoner, i varje pluton finns fyra grupper, varav en understödsgrupp med kulspruta 58 och granatgevär. En understödspluton, en granatkastartropp samt två robotgrupper, vars uppgift är att skydda och understödja övriga kompaniet.
I den nya organisationen IO14 finns det tre amfibieskyttekompanier. Ett utgörs av det ursprungliga, ett utgörs av det som för närvarande är Amfibieinsatskompaniet och ett tredje som kommer startas upp från grunden. 
Amfibiesoldaterna kännetecknas av en grön basker med ett bronsfärgat emblem föreställande ett vikingahuvud (Thorleif). Baskern erhålls tillsammans med skölden med vikingen Thorleif (fästs på vänster axel) efter genomförd och godkänd grundläggande soldatutbildning som avslutas med utbildningskontrollen Övning Thorleif. Senare under utbildningen genomförs även utbildningskontrollen Övning Amfibie där godkända soldater erhåller tygmärket "Amfibie" (förutsatt godkänd stridshinderbana och snabbmarsch), vilket fästs på höger axel.